# Tyrone (New York)
Pour les articles homonymes, voir Tyrone.
Tyrone est une ville du comté de Schuyler, dans l'État de New York aux États-Unis.